# Juncus castaneus
Juncus castaneus là một loài thực vật có hoa trong họ Juncaceae. Loài này được Sm. mô tả khoa học đầu tiên năm 1800.